# Jean-Baptiste Bassand
Pour les articles homonymes, voir Bassand.
Jean Baptiste Bassand (en latin Joannes Baptista Bassand ) est un médecin français, né le 24 novembre 1680 à Baume-les-Dames et mort le 30 novembre 1742 à Vienne en Autriche, connu pour sa correspondance avec Herman Boerhaave.

## Biographie
Jean Baptiste était le fils du marchand Michael Bassand et de sa femme Jeanne Marceux. Ses parents avaient sept enfants, deux filles et cinq garçons, dont Jean-Baptiste était le benjamin. Son père le poussa à faire des études scientifiques, il étudia alors la médecine à Besançon et Paris. Plus tard, il se rendit à Naples, où il travailla à l'hôpital. Il reçut son doctorat en 1705 à Salerne. Le 8 décembre 1712, il poursuivit ses études à l'Université de Leyde où il fut l'élève de Herman Boerhaave. Les deux hommes s'échangeaient très régulièrement des lettres sur des thèmes botaniques et médicaux. Il devint alors chirurgien d'armée dans un hôpital militaire français en Italie. Par mécontentement envers ses supérieurs français, il décida de travailler pour les autrichiens.
Il fut d'abord médecin généraliste à Vienne. En 1717, il servit en tant que chirurgien militaire  dans le régiment impérial du Prince Eugène de Savoie, lors de la guerre vénéto-austro-ottomane. Il devint professeur à la faculté de médecine de l'Université de Vienne le 26 octobre 1720 et, en 1724, médecin personnel de Léopold Joseph de Lorraine. En décembre 1727, il guérit le fils aîné de ce dernier, François-Étienne de Lorraine, de la variole, ce qui lui a valu le titre de noblesse le 23 mars 1728 et il devint médecin de la cour impériale. Le 21 octobre de la même année, il eut également le titre de conseiller à la cour. Après avoir aussi guéri le frère de Léopold Joseph de Lorraine, Charles-Alexandre de Lorraine, de la variole, il reçut le titre de baron le 26 octobre 1730. Il accompagna les deux nobles pendant un voyage à cheval à travers plusieurs pays européens. Il passèrent notamment par Leyde en 1731, où les deux nobles découvrirent le jardin botanique et rencontrèrent l'ancien professeur de Jean Baptiste Bassand, Herman Boerhaave. 
Le 23 mars 1732, Bassand intégra la Royal Society à Londres. 

### Famille
Jean Baptiste Bassand épousa Maria Catharina Benedetti en mai 1715. Elle était la fille du premier valet du prince Eugène à Vienne. Ils eurent trois enfants, mais seule leur fille Marie-Thérèse atteignit l'âge adulte. Leurs deux fils décédèrent tôt. En juillet 1723, l'épouse de Bassand mourut. Il se remaria avec Jeanne Marie Valdenaire (1682-1755), avec qui il n'eut pas d'enfants. En 1732, la dot de son épouse fut perdue et elle quitta alors leur demeure commune en 1741.